# Dorothy Bridges
Dorothy Louise Bridges (Worcester, 19 de setembro de 1915 - Los Angeles, 16 de fevereiro de 2009) foi uma atriz e poetisa estadunidense. Foi casada com o famoso ator Lloyd Bridges, e teve dois filhos, os também atores Beau Bridges e Jeff Bridges.

## Morte
Faleceu aos 93 anos de causas naturais em fevereiro de 2009 em sua casa em Los Angeles, Califórnia.